# ダーク・ベネディクト
ダーク・ベネディクト（Dirk Benedict、1945年3月1日 - ）は、アメリカ合衆国の俳優。モンタナ州出身。
テレビドラマ『特攻野郎Aチーム』のテンプルトン・ペック（フェイスマン）、『宇宙空母ギャラクティカ』のスターバック中尉役で出演して知られる。

## 出演作品
太字はメインキャラクター。
- 怪奇!吸血人間スネーク（1973年） - デイビッド・ブレイク
- 姿なき脅迫者・謎のW（英語版）（1974年） - ウィリアム・コールダー
- チョッパーワン・スカイパトロール（1974年） - ギル・フォーリー巡査
- 宇宙空母ギャラクティカ（1978年 - ） - スターバック中尉
- ベトナム帰りのすごい奴／それでも奴にはかなわない（1980年） - カイル・ハンソン
- クラッシュ・ボーイ（英語版）（1980年） - ダスティ・タイリー
- パーキング・ボーイズ（英語版）（1981年） - ピート・ハフマン
- 特攻野郎Aチーム（1983年 - 1987年） - テンプルトン・ペック（フェイスマン）※第1シーズン～第5シーズンに出演
- 恋のボディ・スラム（英語版）（1986年） - M・ハリー・スマイラック
- ブルー・トルネード（英語版）（1991年） - アレックス・ロング
- テキサス・ヒート（英語版）（1992年） - リック・ケリー
- ワーニング/未知からの警告（英語版）（1993年） - ダン・ラーナー
- パワーゲーム（英語版）（1995年） - ジョン・マッキー
- 炎のテキサス・レンジャー（1995年） - ブレア
- アラスカ/小さな冒険者たち（英語版）（1996年） - ジェイク・バーンズ
- アルマゲドン2007（2006年） - ヴィクター
- 特攻野郎Aチーム THE MOVIE（2010年） - ペンサコーラの囚人
- 刑事コロンボ舞台劇「殺人処方箋」（2010年、2011年再演） - コロンボ警部[1]